# كفر زبد
كفر زبد قرية في لبنان. وهي أيضًا موقع معابد رومانية قديمة

## تاريخ
القرية قديمة جدا. تأسست خلال القرون الرومانية المبكرة. تقع على ارتفاع 986 مترًا تقريبًا. وهي مشهورة بمعابدها الرومانية.
صنف جورج ف. تايلور المعابد في مجموعة معابد في سهل البقاع.
تقع على ارتفاع 1000 قدم (300 م) فوق القرية على تلة مجاورة
. تم تدمير المعابد بالكامل تقريبًا. وبقي منها فقط إلى الأساسات وبعض أجزاء الجدران العائدة للمعبد التي نجت.
تناثرت بقايا العتبات والحجارة المنحوتة وإطارات الأبواب على التلة.
هناك نقش منحوت في صخرة على بعد حوالي 100 متر (330 قدمًا) شرق المعبد مع صورة آلهة رومانية. بالكاد يمكن التعرف على هذا الشكل وقد تم تدميره في الغالب مع بقاء النصف السفلي فقط الواقع إلى الشمال الشرقي من المعبد السفلي يوجد تمثال منحوت في الصخر لكوكب الزهرة، يُطلق عليه اسم «بنت الملك» أو ابنة الملك من قبل السكان المحليين.
وهناك أيضًا ملاذ روماني على الأرجح مخصص للإله ميركوري. كما يوجد بالمنطقة محاجر قديمة ومقابر عمودية من العصر الروماني. في عام 1838، أشار إيلي سميث إلى كفر زبد على أنها قرية درزية ومسيحية ومسلمة في قضاء زحلة.

## جغرافيا
تقع البلدة على بعد 58 كم (36 ميل) شرق العاصمة اللبنانية بيروت. يمكن قيادة السيارة من القرية إلى بيروت في 75 دقيقة حسب حركة السير والسرعة.

## المناخ
تقع بلدة كفر زبد شرقي لبنان. يقع في منتصف سهل البقاع ومن الطبيعي أن يكون الطقس فيها جافًا. نادرا ما تهطل الأمطار في كفرزبد في الصيف دافئة جدا لكن الشتاء بارد نوعا ما ويتميز أيضا بالثلوج الغزيرة. يتدفق نهر الليطاني (وهو أحد أكثر الأنهار تلوثًا في الشرق الأوسط) حول ضواحي المدينة. نسخة محفوظة 27 سبتمبر 2020 على موقع واي باك مشين.